# Botxí fiscal meridional
El botxí fiscal meridional (Lanius collaris) és un ocell de la família dels lànids (Laniidae).

## Hàbitat i distribució
Habita praderies zones obertes i terres de conreu de les terres baixes i muntanyes del nord-est, centre i sud-oest de Tanzània i nord de Malawi, Namíbia, sud-oest d'Angola, cap a l'est fins al sud de Moçambic i sud de Sud-àfrica.

## Taxonomia
Sovint Lanius collaris i Lanius humeralis són considerades conespecífiques.